# Senate House
La Casa del Senado es un edificio de la década de 1720 de la Universidad de Cambridge en Inglaterra, utilizado anteriormente para las reuniones de su senado y ahora principalmente para las ceremonias de graduación.

## Ubicación y construcción

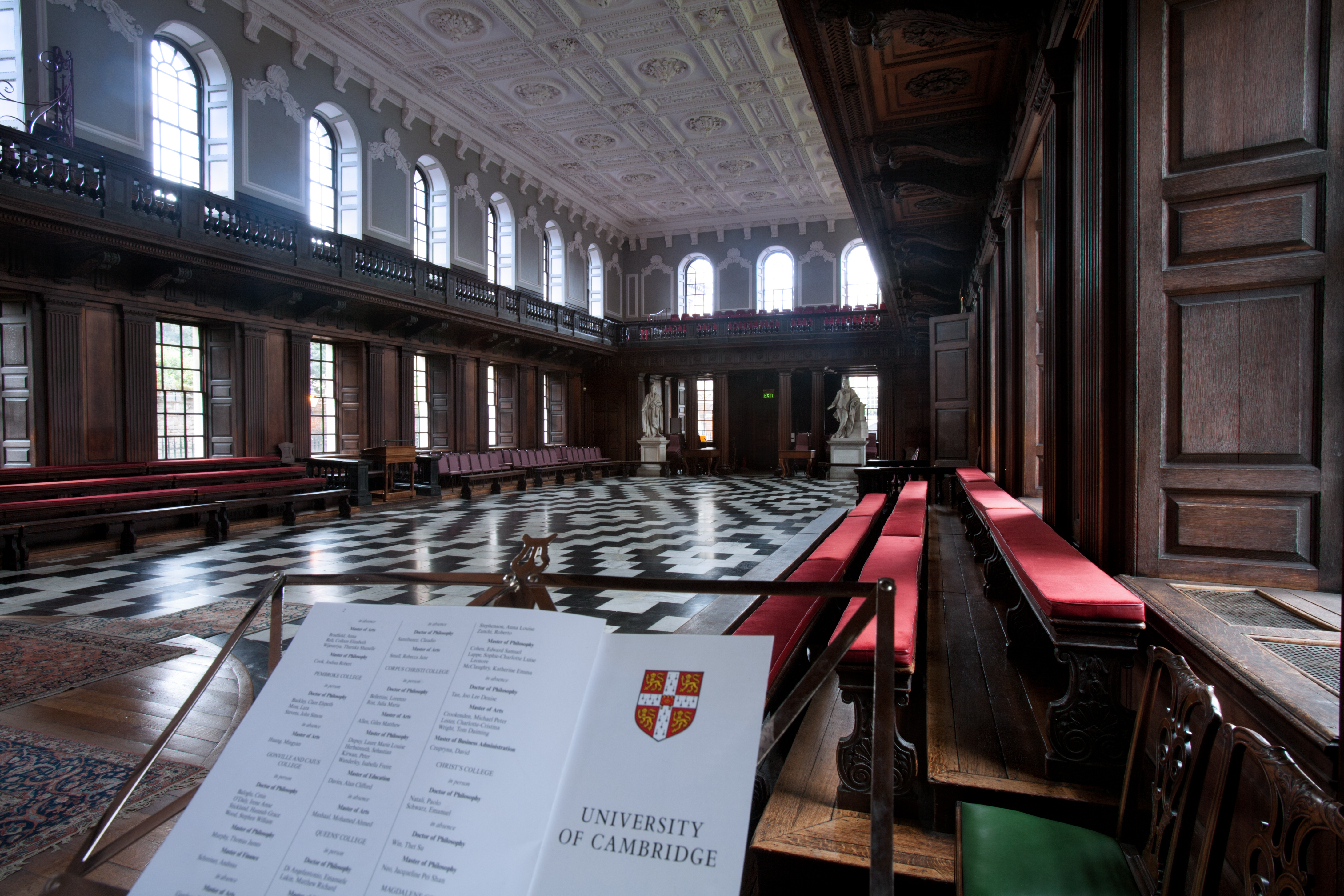
Interior de la Cámara del Senado mirando hacia el extremo este

El edificio, que está situado en el centro de la ciudad entre King's y Gonville and Caius Colleges, fue diseñado por el arquitecto James Gibbs, basado hasta cierto punto en los diseños del caballero-arquitecto Sir James Burrough, y construido en 1722. –1730 de Gibbs en estilo neoclásico utilizando piedra de Portland. La ceremonia de colocación de la primera piedra fue realizada por Thomas Crosse, entonces vicecanciller, el 22 de junio de 1722. El sitio se utilizó anteriormente para casas, que fueron compradas por una Ley del Parlamento, de fecha 11 de junio de 1720. Se inauguró oficialmente en julio de 1730, aunque el extremo occidental no se completó hasta 1768.
Originalmente, la Casa del Senado estaba destinada a ser un lado de un cuadrilátero, sin embargo, el resto de la estructura nunca se completó. Forma parte del Sitio de las Viejas Escuelas. Es un edificio catalogado de Grado I.

## Historia y uso

### Ceremonia de graduación

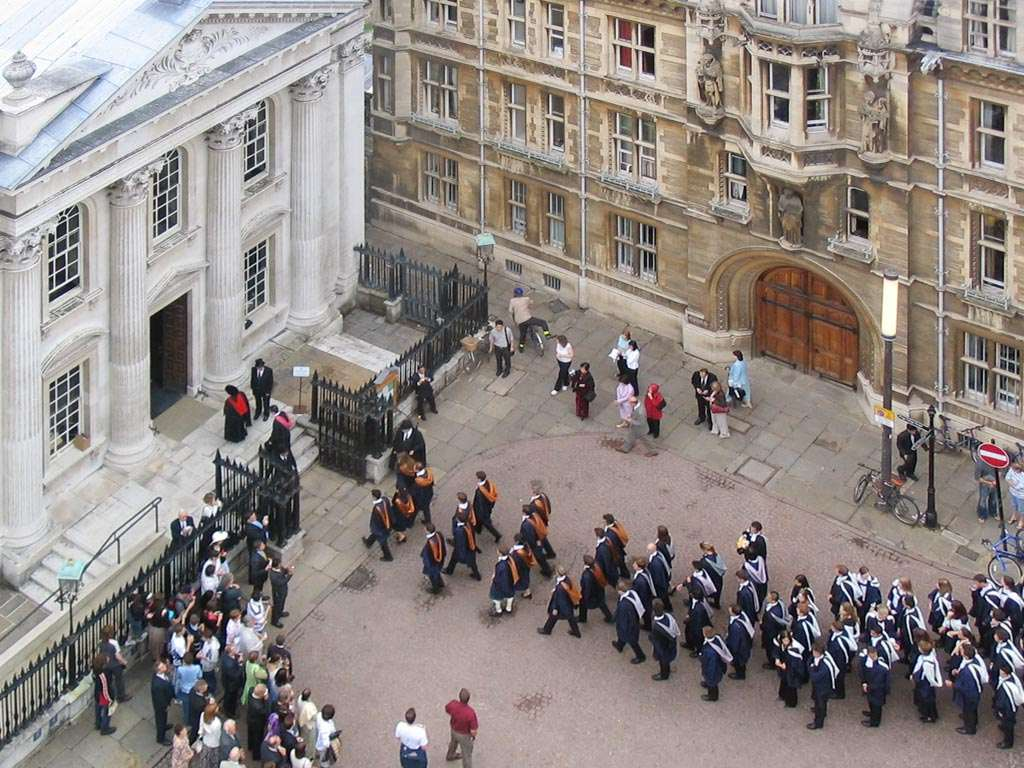
Los graduados ingresan a la Cámara del Senado en una ceremonia de graduación.

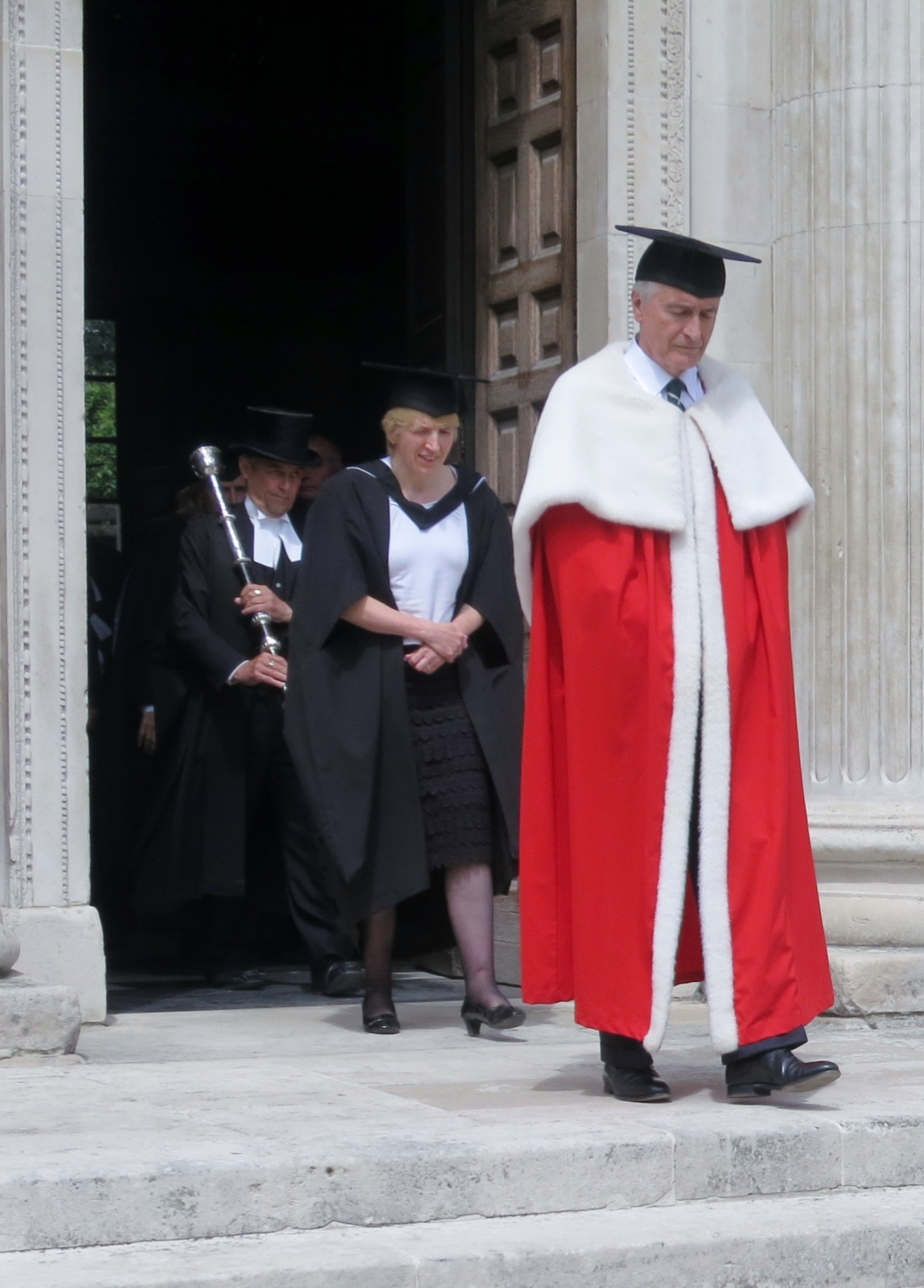
Lord Eatwell, vestido de académico, saliendo de la Cámara del Senado

Los graduados que reciben un título universitario usan la vestimenta académica a la que tenían derecho antes de graduarse: por ejemplo, la mayoría de los estudiantes que obtienen una licenciatura en artes usan batas de pregrado y no batas de licenciatura. Los graduados se presentan en la Cámara del Senado colegio por colegio, en orden de fundación o reconocimiento por parte de la universidad, a excepción de los colegios reales.
Los 31 colegios se presentan en el Senado en el siguiente orden:
1. King's
2. Trinity
3. St John's
4. Peterhouse
5. Clare
6. Pembroke
7. Gonville & Caius
8. Trinity Hall
9. Corpus Christi
10. Queens'
11. St Catharine's
12. Jesus
13. Christ's
14. Magdalene
15. Emmanuel
16. Sidney Sussex
17. Downing
18. Girton
19. Newnham
20. Selwyn
21. Fitzwilliam
22. Churchill
23. Murray Edwards
24. Darwin
25. Wolfson
26. Clare Hall
27. Robinson
28. Lucy Cavendish
29. St Edmund's
30. Hughes Hall
31. Homerton

Durante la congregación, los graduados son presentados por el Praelector de su colegio, quien los toma de la mano derecha y los presenta al vicerrector para el grado que están a punto de obtener. El Praelector presenta a los graduados con la siguiente declaración en latín, sustituyendo el nombre del título por "____":

Digno Rector y toda la Universidad, les presento a este hombre que sé apto tanto por carácter como por saber para alcanzar el grado de ____; hombre que sé apto tanto por carácter como por saber proceder al grado de ____; por lo cual prometo mi fe a usted y a toda la Universidad.)" y las graduadas con lo siguiente: 
"Dignísima Señora, Señora (Dignísima Vicerrectora y toda la Universidad, les presento este mujer a quien sé idónea tanto por carácter como por saber proceder al grado de ____; por lo cual te juro mi fe a ti y a toda la Universidad.)” 
Después de la presentación, el egresado es llamado d por su nombre y se arrodilla ante el vicerrector y ofrece sus manos al vicerrector, quien las estrecha y luego confiere el grado a través de la siguiente declaración en latín: 
la fórmula trinitaria (en el nombre del Padre...) puede ser omitido a petición del licenciado: "Por la autoridad que me ha sido confiada, os admito en el grado ____, en el nombre del Padre y del Hijo y del Espíritu Santo. 
(Por la autoridad que me ha sido confiada, os admito en el grado de ____, en el nombre del Padre y del Hijo y del Espíritu Santo.)

El ahora graduado luego se levanta, hace una reverencia y sale de la Cámara del Senado a través de la puerta del Doctor, donde recibe su certificado, al pasaje de la Cámara del Senado.
En la Universidad de Cambridge, cada graduación es un acto separado del órgano rector de la universidad, la Regent House, y debe someterse a votación como cualquier otro acto. Para este propósito, se lleva a cabo una reunión formal de la Casa Regente, conocida como Congregación.

### 800 Aniversario de la Universidad

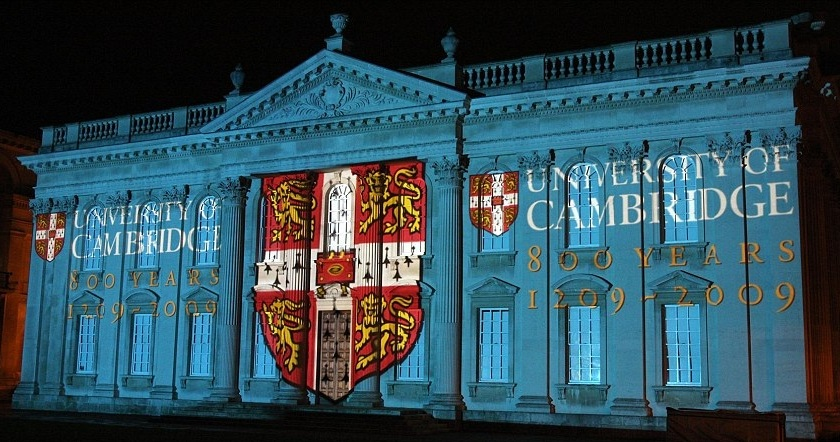
Espectáculo de luces en la Casa del Senado, por el 800 aniversario de la fundación de la universidad.

Como parte de las celebraciones del 800 aniversario de la Universidad en 2008, el costado de la Casa del Senado se iluminó con un espectáculo de luces que ilustra aspectos de la historia de la universidad.

## Tradiciones y leyendas

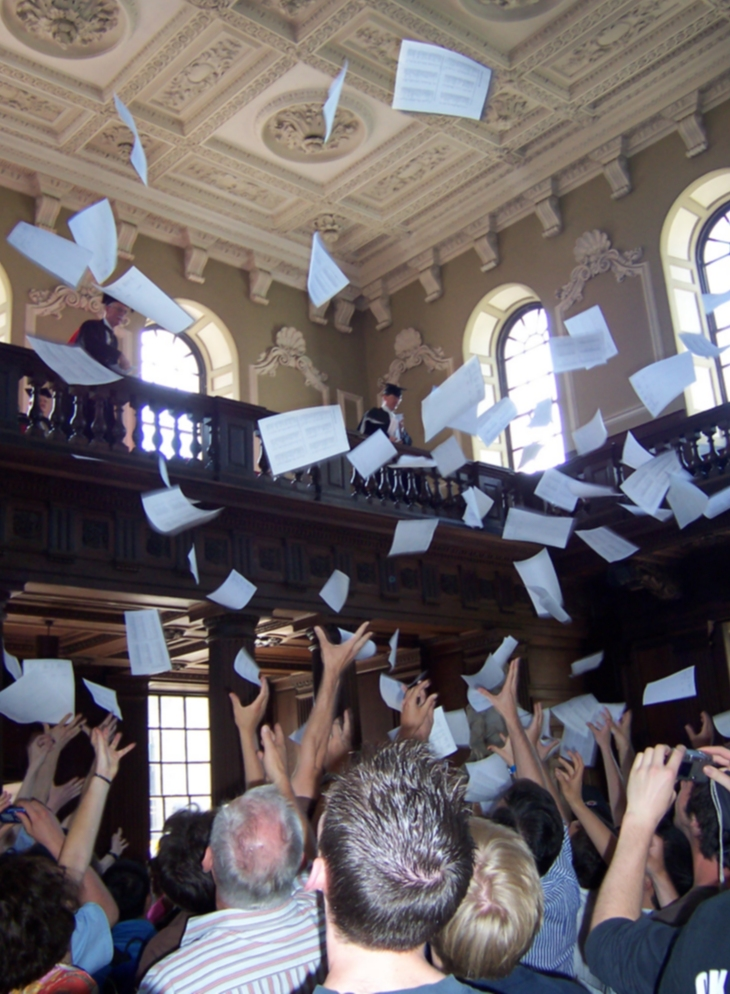
Listas de clases para la Parte III de los Tripos Matemáticos, junio de 2005

### Resultados de exámenes de matemáticas
Al final del año académico, las listas de clases para la mayoría de los títulos se publican en la pared exterior del edificio. Los resultados de la Parte II y la Parte III de los Tripos Matemáticos, sin embargo, se leen a los estudiantes que esperan desde el balcón de la Cámara del Senado, después de lo cual se arrojan al suelo montones de listas de clase como confeti de una manera tradicional.

### Austin Seven
En la mañana del 8 de junio de 1958, se encontró una camioneta Austin Seven maltratada en el vértice del techo de la Casa del Senado. La camioneta había sido colocada allí la noche anterior por un grupo de estudiantes de ingeniería de Gonville & Caius College. Encontraron el Austin Seven abandonado en Harston y lo remolcaron hasta Cambridge. Quitaron el motor y el eje trasero para hacerlo lo suficientemente liviano como para subirlo al techo, y lo subieron usando cables y andamios que habían robado del King's College. La Universidad tardó una semana en bajar la camioneta y la broma recibió mucha atención de los medios en ese momento.

## Debate electoral de la BBC 2017
El 31 de mayo de 2017, la Cámara del Senado acogió el debate electoral de la BBC antes de las elecciones generales del Reino Unido ocho días después.
Mishal Husain presidió las preguntas de la audiencia para Jeremy Corbyn, Tim Farron, Caroline Lucas, Paul Nuttall, Angus Robertson, Amber Rudd y Leanne Wood.